# وولفغانغ دي بير
وولفغانغ دي بير (بالألمانية: Wolfgang de Beer) مواليد 2 يناير 1964 في دينسلاكن
لاعب كرة قدم ألماني سابق في مركز حارس المرمى وفي الوقت الحالي هو مدرب حراس المرمى لنادي بوروسيا دورتموند.

## روابط خارجية
- وولفغانغ دي بير على موقع قاعدة بيانات كرة القدم.إي يو (الإنجليزية)
- وولفغانغ دي بير على موقع بيانات كرة القدم. دي إي (الألمانية)
- وولفغانغ دي بير على موقع عالم كرة القدم.نت (الإنجليزية)